# NGC 4136
NGC 4136 (również PGC 38618 lub UGC 7134) – galaktyka spiralna z poprzeczką (SBc), znajdująca się w gwiazdozbiorze Warkocza Bereniki. Odkrył ją William Herschel 13 marca 1785 roku.
W galaktyce zaobserwowano supernową SN 1941C.